# Riders (film, 1978)
Pour les articles homonymes, voir Riders.
Riders (Hi-Riders) est un film américain réalisé par Greydon Clark, sorti en 1978.

## Distribution
- Mel Ferrer : le shérif
- Stephen McNally : Mr. Lewis
- Darby Hinton : Mark
- Neville Brand : Red
- Ralph Meeker : Mike
- Diane Peterson : Lynn
- Karen Fredrik : Angie
- Wm.J. Beaudine : T.J.
- Roger Hampton : Billy
- Brad Rearden : Toad
- Al Gomez : Gimp

## Autour du film
- Le tournage s'est déroulé à Agoura Hills, en Californie.
- Le cascadeur Vic Rivers est décédé durant le tournage.